# Адамівська світа
Адамівська світа — літостратиграфічний підрозділ нижньотріасових відкладів північно-західних окраїн Донбасу.

## Назва
Від назви села Адамівка Донецької області.

## Поширення
Північно-західні околиці Донбасу

## Стратотип
Свердловина № 6809 (інт. 454-584 м) на північно-східному крилі Слов'янського склепіння.

## Літологія
Відклади адамівської світи за літологічними ознаками розчленовуються на дві підсвіти: нижню, представлену товщею пісковиків, алевролітів зеленкувато-сірих, глин темно-червоних і конгломератів. Потужність підсвіти становить від 30 до 90 м. Верхня підсвіта представлена товщею  червоно-бурих піскуватих глин і алевролітів та пісковиків потужністю від 100 до 150 м. Загальна потужність відкладів світи від 130 до 240 м. 

## Фауністичні і флористичні рештки
- Нижня підсвіта містить комплекс: Darwinula sedecentis Mand., Darwinula accuminata Bel., Stellatochara maedleriformis Said., Porochara belorussica Said., Porochara socolovae Said. індського віку
- Верхня - Darwinula oblonga Schn., Darwinula obruchevi Schn., Auerbachichara achtubiensis Kis., Auerbachichara collacerata Said., Cuneatochara bogdoana (Auerb.) Said., Porochara kiparisovae Said., Porochara triassica (Said.) Gram. оленьокського віку.

| ←       | \| Мезозой \| Мезозой \| Мезозой \| \| Тріас \| Юра \| Крейда \| \| ------- \| ------- \| ------- \| | →      |
| Мезозой | |        |
| Тріас   | Юра                                                                                                  | Крейда |

| Система/ Період                                                       | Відділ/ Епоха      | Ярус/ Вік         | Вік (млн років) | Вік (млн років) |
| --------------------------------------------------------------------- | ------------------ | ----------------- | --------------- | --------------- |
| Юра, J                                                                | Нижня/Рання, J1    | Геттанзький, J1h  | молодше         | молодше         |
| Тріас, T                                                              | Верхній/Пізній, T3 | Ретський, T3r     | 201,3           | ~208,5          |
| Тріас, T                                                              | Верхній/Пізній, T3 | Норійський, T3n   | ~208,5          | ~227            |
| Тріас, T                                                              | Верхній/Пізній, T3 | Карнійський, T3c  | ~227            | ~237            |
| Тріас, T                                                              | Середній, T2       | Ладинський, T2l   | ~237            | ~242            |
| Тріас, T                                                              | Середній, T2       | Анізійський, T2a  | ~242            | 247,2           |
| Тріас, T                                                              | Нижній/Ранній, T1  | Оленьокський, T1o | 247,2           | 251,2           |
| Тріас, T                                                              | Нижній/Ранній, T1  | Індський, T1i     | 251,2           | 251,902         |
| Перм, P                                                               | Пізня/Верхня, P3   | Чангсінзький, P3c | древніше        | древніше        |
| Підрозділи Тріасової системи наведені згідно МКС, станом на 2018 рік. |                    |                   |                 |                 |
| п о р                                                                 |                    |                   |                 |                 |